# (3399) Kobzon
(3399) Kobzon est un astéroïde de la ceinture principale.
Découvert le 22 septembre 1979 par l'astronome Nikolaï Tchernykh de l'Observatoire d'astrophysique de Crimée, l'astéroïde a été dénommé du nom du chanteur russe Yossif Kobzon.
Son orbite est caractérisée par un demi-grand axe égal à 3,1011 UA et par une excentricité de 0,1750534, inclinée à 0,13973° sur l'écliptique.